# John Obadiah Westwood
Pour les articles homonymes, voir Westwood.
John Obadiah Westwood, né le 22 décembre 1805 à Sheffield et mort le 2 janvier 1893 à Oxford, est un entomologiste et archéologue britannique.

## Biographie
Il étudie d’abord le droit avant de se consacrer à ses passions, notamment l’histoire naturelle. Il devient conservateur puis professeur à Oxford où il a été appelé par son ami, le révérend Frederick William Hope (1797-1862) et dont les collections personnelles seront à l’origine de la fameuse collection Hope d’Oxford.
Westwood est membre de la Linnean Society of London et président de la Royal Entomological Society. Il est lauréat de la Médaille royale en 1855.

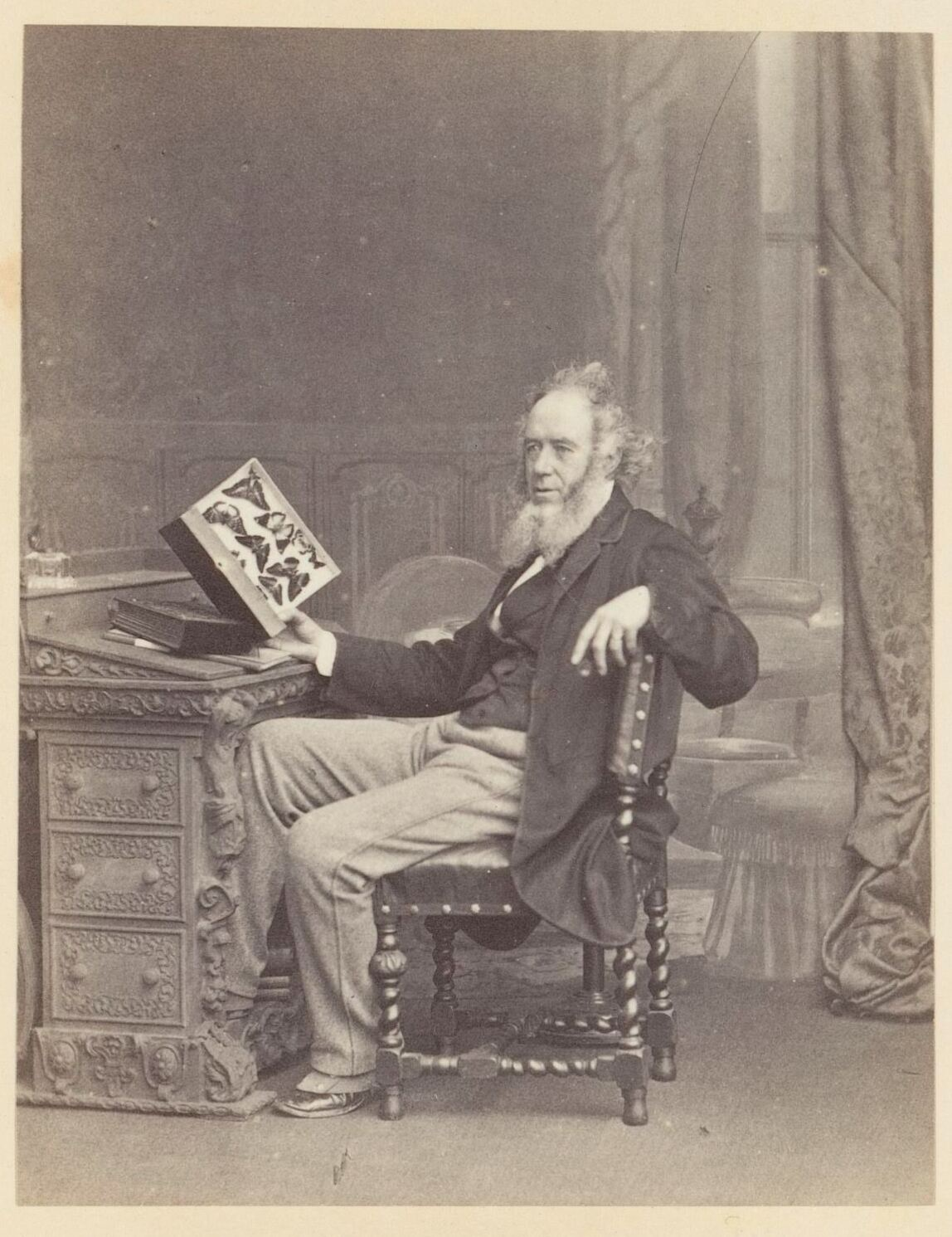
John Obadiah Westwood (ca. ou avant 1867).

## Œuvre
- The Cabinet of Oriental Entomology (1848)